# Counozouls
Counozouls – miejscowość i gmina we Francji, w regionie Oksytania, w departamencie Aude.

Populacja miejscowości od 1962 do 2008 roku

Według danych na rok 1990 gminę zamieszkiwały 52 osoby, a gęstość zaludnienia wynosiła 2 osoby/km² (wśród 1545 gmin Langwedocji-Roussillon Counozouls plasuje się na 848. miejscu pod względem liczby ludności, natomiast pod względem powierzchni na miejscu 259.).